# 王位繼承戰爭
王位繼承戰爭指的是有兩個或以上爭取繼承王位的繼承者互相衝突引起的戰爭，通常來說各自都會有其家族支持者及派系，而本地強豪權貴和外來勢力亦有可能介入王位繼承的紛爭當中。

## 命名與史學
有權繼位者之間的衝突雖然有時很血腥（例如玄武門之變），但未必會引起戰爭。戰爭需要各方組織士兵軍備，需要軍力才有戰爭。繼承者的動機是爭奪王位和其他個人目的，但其他強豪權貴就另有目的。在各個由繼承者衝突引起的戰爭，在是否應該命名為王位繼承戰爭就有史學分歧。繼承者的動機與其他強豪權貴的動機同時並存，而命名就取決定史觀上認定那個動機比較重要。
有些王位繼承戰爭與國界沒有關係，繼承人要發動戰爭，根本不需要聽取王領領民的意見。有些繼承人在其他地方擁有自己領地和軍隊，他們可以依自己的實力發動戰爭。有些繼承人是因為姻親或各種關係而與外來勢力結盟，他們無自己軍隊但外來勢力有。有些情況軍隊的來源與繼承人關係不大。各戰爭是否命名為「王位繼承戰爭」前，也需參慮這些關係的本質。

## 王位繼承戰爭列表

### 以「王位繼承戰爭」為名者
- 香檳王位繼承戰爭（英语：War of the Succession of Champagne） (1216年–1222年)
- 佛蘭芒王位繼承戰爭（英语：War of the Flemish Succession） (1244年–1257年)
- 圖林根王位繼承戰爭（英语：War of the Thuringian Succession） (1247年–1264年)
- 尤比亞王位繼承戰爭（英语：War of the Euboeote Succession） (1256年–1258年)
- 林堡王位繼承戰爭（英语：War of the Limburg Succession） (1283年-1289年)
- 呂根王位繼承戰爭（英语：Wars of the Rügen Succession） (1326年–1328年, 1342年–1354年)
- 布列塔尼繼承戰爭(1341年–1364年)
- 布拉班特王位繼承戰爭（法语：Guerre de succession du Duché de Brabant） (1356年-1357年)
- 呂訥堡王位繼承戰爭（英语：War of the Lüneburg Succession） (1370年–1388年)
- 格爾德爾王位繼承戰爭（英语：War of the Guelderian Succession） (1371年–1379年)
- 斯德丁王位繼承戰爭（英语：War of the Succession of Stettin） (1464年–1472年)
- 卡斯提爾王位繼承戰爭（英语：War of the Castilian Succession） (1475年–1479年)
- 勃艮第公國王位繼承戰爭（英语：War of the Burgundian Succession） (1477年-1482年)
- 蘭休特王位繼承戰爭（英语：War of the Succession of Landshut） (1503年–1505年)
- 葡萄牙王位繼承戰爭 (1580年–1583年)
- 波蘭王位繼承戰爭 (1587年–1588年)（英语：War of the Polish Succession (1587–88)）
- 於利希王位繼承戰爭 (1609年–1614年)
- 蒙菲拉托王位繼承戰爭（法语：Guerre de succession de Montferrat） (1613年-1617年)
- 曼切華王位繼承戰爭 (1628年–1631年)
- 西班牙王位繼承戰爭 (1701年–1714年)
- 波蘭王位繼承戰爭 (1733年–1738年)
- 奧地利王位繼承戰爭 (1740年–1748年)
- 巴伐利亞王位繼承戰爭 (1778年–1779年)

### 不以「王位繼承戰爭」為名者
- 濁澤之戰 (西元前369年)
- 繼業者戰爭 (西元前322年 - 西元前275年)
- 八王之亂（291年–306年）
- 劉宋宗室內訌（440年–476年）
- 星川皇子之亂（479年–480年）
- 第四次菲特納戰爭 (811年–827年，前三年為阿巴斯王位繼承戰爭)
- 無政府戰爭 (英格蘭，1135年–1154年)
- 百年戰爭 (法蘭西 1337年-1453年，其中一方的法蘭西公家兼任英格蘭王)
- 拜占庭內戰 (1341年–1347年)（英语：Byzantine civil war of 1341–47）
- 1383年-1385年危機（英语：1383–85 Crisis），為葡萄牙王位空缺期
- 立陶宛內戰 (1431年-1435年)（英语：Lithuanian Civil War (1431–35)）
- 志魯布里之亂（1453年）
- 玫瑰戰爭 (1455年-1487年)
- 印加內戰 (1529年–1532年)
- 鄭經克臺 (1662年)
- 突尼斯革命戰爭（英语：Revolutions of Tunis） (1675年-1705年)
- 大同盟戰爭，亦稱為九年戰爭或是奧格斯堡同盟戰爭 (1688年–1697年)
- 葡萄牙內戰（英语：Liberal Wars） (1828年–1834年)
- 西班牙卡洛斯战争(1833年-1840年、1846年-1849年、1872年-1876年)